# Sphecosesia
Sphecosesia é um gênero de traça pertencente à família Brachodidae.